# 勇氣

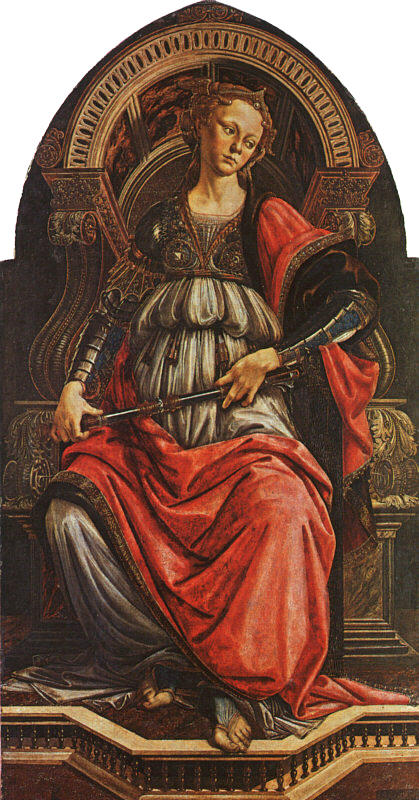
桑德羅·波提切利畫的《Fortitude》，解作「勇氣」。

勇氣，或稱勇敢，是面對痛苦、危險、不確定性或恐嚇的選擇和意願。 
實體勇氣是在面對身體痛苦，甚至死亡或死亡威脅時的勇敢，而道德勇氣是在面對群眾反對、羞恥、醜聞、氣餒或個人損失時正確行事的能力。
在東亞思想傳統中，《道德經》提出了一些關於勇氣的思想。在歐洲思想傳統中，關於勇氣的著名思想來自哲學家蘇格拉底、柏拉圖、亞里士多德、阿奎那和克爾凱郭爾，以及基督教信仰和文本等。在印度教傳統中，神話給出了許多關於勇敢或勇氣的例子，並舉例說明了實體和道德上的勇氣。 
在歐洲傳統文化中，有種傳統美德被稱作「fortitude」（或作andreia、fortitudo等），有時也被譯作勇氣，但包括毅力和耐心等方面。

## 宗教、哲學

### 古希臘
早期的希腊哲学家柏拉图（公元前428 - 348年） 为未来哲学家如何看待勇气奠定了基础。 柏拉图在早期著作拉克斯对话录（又名论勇敢）中展示了一个关于勇气的讨论，但这个讨论对勇气是什么还没有得出令人满意的结论。
书中，苏格拉底等三位领导人在辩论里提到了很多关于勇气的定义。 
“......一个愿意留在自己的岗位上，对抗敌人而不逃跑的人......” 
“......灵魂的一种忍耐力......” 
虽然在拉克斯展示的这场讨论中，许多勇气的定义都被提出，但都被驳斥，讨论在哲学的不确定中结束。拉克斯是柏拉图的早期作品，这可能是他没有得出明确结论的一个原因。 在这个早期的作品中，柏拉图仍然在发展自己的思想，并显示出受到他老师苏格拉底的影响。
在他后来的著作理想国（共和国）中，柏拉图更具体论诉了什么是他认为的勇气。公民勇气被形容为一种坚持：“坚持一种信念关于什么东西和什么样的事情应被敬畏， 这种信念是法律反复灌输和教育的”。 勇气是坚持的理念在拉克斯中也有表达。 柏拉图进一步解释说，这种坚持能够忍耐一切的情绪，无论是痛苦，快乐和恐惧。
希臘哲學家亞里士多德在其著作《尼各馬可倫理學》裡把「勇氣」視為德行作多方面討論，指出過少勇氣是怯懦；過多勇氣是魯莽。

### 东方传统
儒家： 中國思想家老子在其著作《道德經》裡提出「慈故能勇」（勇氣源於慈），如果只有勇氣而沒有慈會很危險。。孔子認為勇氣是君子的特質之一，並稱呼不恐懼的人為「勇者」；「勇」也是三達德（智仁勇）之一。並認為人若知道自身的恥辱則是勇敢的表現。
印度教： 勇气（shauriya）和耐心（dhairya）是印度教的十个特征（lakshana）的前两位。 其他的有宽恕（kshama），宽容（dama），诚实（asthaya），身体上的克制（ indriya nigraha），清洁（shouchya），知觉（dhi），知识（vidhya），真实性（ satya ）和控制愤怒（akrodh）。
伊斯兰教： 伊斯兰信仰也把勇气和自我控制作为直面恶魔的一个关键因素; 许多人相信这一点。因为先知（通过平静和耐心）对那些蔑视他们信仰的人表现勇气。

### 古罗马
在罗马帝国 ，勇气是普世美德以及男子汉气概的一部分。 罗马哲学家和政治家西塞罗 （公元前106-43年）列出基本（枢机）美德为：
美德可以被定义为一种与理性和自然秩序和谐相处的思想习惯（ animi ）。 它有四个部分：智慧（ prudentiam ），正义，勇气，节制。 （引用） （ De Inventione ，II，LIII）

### 中世纪哲学
阿维罗斯和托马斯·阿奎那倡导的中世纪美德伦理至今对罗马天主教仍然重要，这美德伦理中的勇气被称为“坚韧”。
根据托马斯·阿奎那 ： 
在基本（枢机）美德中，慎思明辨为先，正义第二，坚韧第三，节制第四，其次是其他美德。
他对这个分级的部分辩护是：
没有正义的坚韧是不公正的一种起因; 因为一个人越强壮，他就越能压迫弱者。
关于坚韧的本源性和特殊性，阿奎那说：
“坚韧”这个词可以有两种方式。 首先，简单地表示精神上的一定坚定性，从这个意义上讲，它是一种本源的美德，或者说是各种美德的条件。因为哲学家声明 （ Ethic ii ），行使每一种美德都需要坚定不移。 其次，坚韧可以表示不畏危难。 这种坚定性是在面临严重危险时，承受那些最难坚定承受的东西。 因此，塔利（Rhet.ii）说，“坚韧是从容面对危险和辛劳“。 在这个意义上，坚韧被认为是一种特殊的美德，因为它有一个特殊的对象（危险和辛劳）。
阿奎那认为坚韧或勇气，主要是关于忍耐而不是开始解决危险： 
哲学家认为，“坚韧更关注减轻恐惧，而不是调节胆量”。因为危险，恐惧和胆量相互作用，危险的天性就是通过考验胆量来增加恐惧。现在，开始解决危险属于调节胆量，而忍耐伴随着对恐惧的压制。因此，坚韧的主要行为就是忍耐，就是在危险之中坚持不动摇，而不是开始解决危险。
相比之下，通过解决危险来源来避免恐惧，和在危险及恐惧之中坚持不动摇， 后者更难，也更需要坚韧。

### 基督教
在天主教和圣公会中 ，勇气也是圣灵的七大恩赐之一 。 对于托马斯·阿奎那来说 ，坚韧是消除任何阻碍意志遵循理智的障碍的美德 。 托马斯·阿奎那认为，“勇气”是一种美德，它与基督教美德在圣经神学中一样 ，只能以基督徒美德的存在为证：信仰，希望和怜悯。 为了理解基督教的真正的勇气，需要有人展现信仰，希望和怜悯的美德 。  不像亚里士多德 ，阿奎那的勇气是关于耐力，而不是勇敢的战斗。 
圣奥古斯丁认为勇气是自然美德而不是基督徒的美德。

### 近代或19世纪前
托马斯·霍布斯（Thomas Hobbes）在其作品“人与公民”中将美德分类为道德美德和个人的美德。 霍布斯将道德美德概括为公民的美德，这种美德毫无例外的对整个社会都有益。 这些道德美德包括正义（比如不违法）和慈善。 而勇气，明辨慎思和节制都被列为个人的美德。 霍布斯指出，这些个人美德纯粹是关于私人的善，而不是公共的善（正义和慈善）。 霍布斯把勇气和明辨慎思描述为一种精神力量，而不是善行。 这些个人美德总是为了个人的利益而行事，而对社会的积极和/或消极影响只是一种副产品。 这是从“利维坦”提出的观点出发的，即个人的自然状态是“孤独的，贫穷的，不愉快的，野蛮的和短暂的”。 根据霍布斯的观点，勇气是一种个人美德以确保更好的生存机会。而文明化的人为了避免个人的自然状态（在不同程度上）展示了道德美德即形成了霍布斯的社会契约。 霍布斯也用坚韧的观念作为美德的观念，坚韧即是“胆大，敢于”的，也是在危险面前坚定不移的。 这是对“人与公民”中早些时候提到的勇气概念的深入阐述。 也与霍布斯的早期观点相呼应，即自我保护是行为的最基本方面。
大卫·休谟在其作品“人性论”中将美德分为两类，即人为美德和自然美德。 休谟在“人性论”中指出，勇气是一种自然的美德。 休谟在“骄傲与谦卑，其目的与成因 ”一节中明确表示，勇气是骄傲的一个原因：“思维的每一个有价值的品质，无论是在想象力，判断力，记忆还是性情方面；比如说机智，判断力强，爱学习，有勇气，正义，表里如一，这些都是可以引起骄傲的原因，谦卑的对立面“。休谟也把勇气和喜乐联系在一起，对灵魂产生积极的影响：“...因为灵魂在高兴和勇气的情况下以某种方式寻求对偶，并欣然将自己投入到任何思想或行动的场景中，在那里，它的勇气会遇到事件从而被滋养和被使用 “。 和勇气的滋养和使用一道，在这篇论文中休谟也写到，勇气捍卫人类：“我们很容易从他人的慷慨中获得利益，但总是有危险在他人的贪婪受到损失：勇气捍卫我们，而懦弱让我们暴露给每一次攻击“。 休谟在“人性论”的“其他德性与恶习”一节中写道，过度的勇气对英雄的性格有哪些作用：“根据我们可能观察到的，过度的勇气和宽宏大量，特别是当它出现在倒运的情况，很大程度上，构成了英雄的流芳百世的品格，同时也会使他的事情毁于一旦，导致他陷入本不会遭遇的危险和困难之中 “。
对休谟所提供的勇气的其他理解，可以参考休谟在“道德原则研究”中关于道德，理性，情感和美德的观点。

### 现代或19世纪后
索伦·奥贝·克尔凯郭尔（Søren Kierkegaard）把勇气与恐惧和焦虑（angst）对立，而保罗·约拿·田立克（Paul Tillich）称那些人类所从事以证明人生具有价值的尝试为“存在的勇气”:举凡一切的道德观念、禁欲主义、犬儒主义、自然法权....这些都是人类面对虚无人生处境时所选择的回应态度，这些内省的态度证明了人类具有某种高于动物性的特殊品格，这种品格被田力克称为“存在的勇气”。
JRR Tolkien在其1936年的讲座“贝奥伍尔夫（Beowulf）：怪物们和批评家们 ”中确定了一种“ 北方 ”的“勇气理论“ - 英勇的或“ 善良的异教徒 ”坚持去做正确的事情，即使在无法保证奖励和救赎的情况下去面对一定的失败：
北方神话的力量就是直面这个问题，把怪物放在舞台中心，给怪物胜利而不是荣誉，英雄们找到的解决办法是有力的，但也是可怕的，他们只依靠赤裸裸的意志和勇气。“作为一个绝对坚定不移的指导性理论”， 它是如此强大，尽管古老的南方神话已经永久地消失在文学装饰品中，北方神话依然拥有自身的力量可以不断的在精神上复活，无论是现代还是古代。 即便对于无神论的维京人而言 ，没有神，尚武的英雄主义就是自己的归宿。
从这个意义上来说，良性的异教英雄主义或勇气是“相信自己的力量”，正如雅各·格里姆在他的条顿神话中所观察到的：
那些对野蛮信仰完全反感和怀疑的人，只依靠自己的力量和美德。 因此，在Sôlarlioð17中，我们读到了Vêbogi和Râdey“ ikautrûðu ”，“他们只相信自己”。
欧内斯特·海明威 （ Ernest Hemingway ）将勇气定义为“压力下的恩典”。
温斯顿·丘吉尔 （ Winston Churchill）表示：“勇气是人类首要的品质，因为是它保证了所有其他的品质。”
据玛雅·安吉洛说 ：“勇气是最重要的美德，因为没有勇气就不能坚持不懈地实践其他的美德，你可以飘忽不定的实践任何美德，但没有勇气你无法坚持不懈。
在“善恶的彼岸”中 ， 尼采描述了主人-奴隶道德 ，一个高尚的人把自己看作是“价值的决定者”。 一个不需要批准，只需要通过评判的人。 后来在同一篇文章中，他列举了“勇气，洞察力，同情和慎孤”为四大美德，并继续强调勇气的重要性：“我们人生的伟大时刻们，就是获得勇气来为我们的恶劣品质重新施洗，使之成为我们最好的品质。”

## 心理学
根据瑞士心理学家安德烈亚斯·迪克的说法，勇气包括以下几个部分：
1.	冒着危险或被反感或牺牲安全或方便，可能导致死亡，身体伤害，社会谴责或情绪上的剥夺;
2.	在某个特定的时刻，有智慧和明辨慎思判断对错;
3.	有希望和信心得到一个快乐的，有意义的结果;
4.	意志自由;
5.	动机基于爱。
基本的勇气形式可以区分为：
•	身体上的勇气，其危险包括对生命和肢体的可能的伤害;
•	道德或社会的勇气，其危险是可能的社会排斥;
•	心理或存在的勇气，其危险在于可能造成人格的不稳定。

## 比较

### 行动的勇气和拒绝行动的勇气
勇气是一种气概，使一个人能够在其认为正确，必要事情上直面阻碍和危险。其行动可以体现在两个相反的方向：决心做或者拒绝某事。勇气要求有力量的决断，在经过慎重考虑后，决心做或者拒绝一些不愉快或危险的事情。在决定积极行动的情况下，勇气是为了正义的实施，为了对危险情况的掌控或为了实现价值而克服阻碍和危险。在决定拒绝行动的情况下，勇气是为了拒绝/抵抗一些行为，比如不正义（偷窃），毫无价值（破坏性的勇气测试）或不利于健康（同辈压力下吸烟或使用毒品）等。这两个勇气的表现都是同一等级。都与自身的不利和必要的牺牲相联系。都需要价值的知晓意识，独立的思考，有力量的性格和魄力。

## 名言
|            | 幸福的秘密是自由，自由的秘密是勇敢。 |
| ——伯里克利 |                                      |

|          | 成功並不是終點，失敗並不是終結，只有勇氣才是永恆。 |
| ——邱吉爾 |                                                    |

## 外部連結
- 维基语录上有关勇氣的语录
- 维基词典中的词条「courage」
- Definitions of Courage in Plato's Socratic dialogues （页面存档备份，存于）
- 维基共享资源上的相關多媒體資源：Courage